# Mateo 20

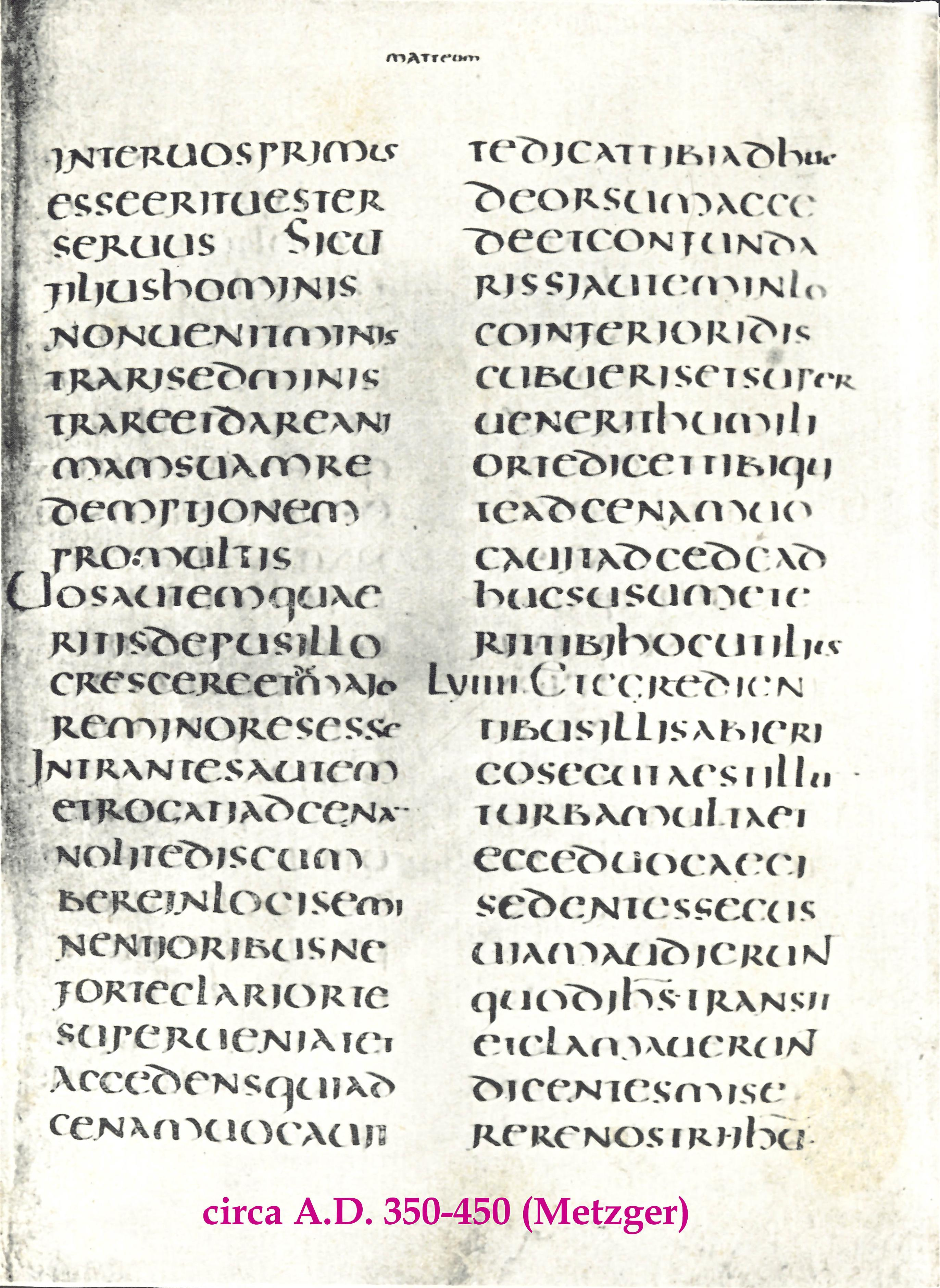
El texto latino de Mateo 20:27-30 en Codex Claromontanus V, del IV o V

Mateo 20 es el vigésimo capítulo del Evangelio de Mateo del Nuevo Testamento de la Biblia cristiana. Jesús continúa su viaje final a través de Perea y Jericó, dirigiéndose hacia Jerusalén, en la que entra en el capítulo siguiente.

## Texto
El texto original fue escrito en griego koiné. Este capítulo está dividido en 34 versículos.

### Testigos textuales
Algunos manuscritos tempranos que contienen el texto de este capítulo incluyen:
- Codex Vaticanus (325-350 d. C.)
- Codex Sinaiticus (330-360)
- Codex Bezae (c. 400)
- Codex Washingtonianus (c. 400)
- Codex Ephraemi Rescriptus (c. 450)
- Codex Purpureus Rossanensis (siglo VI)
- Codex Petropolitanus Purpureus (siglo VI; existen los versículos 7-34)
- Codex Sinopensis (siglo VI; se conservan los versículos 9-34)
- Papiro 83 (siglo VI; se conservan los versículos 23-25, 30-31)

## Estructura
.

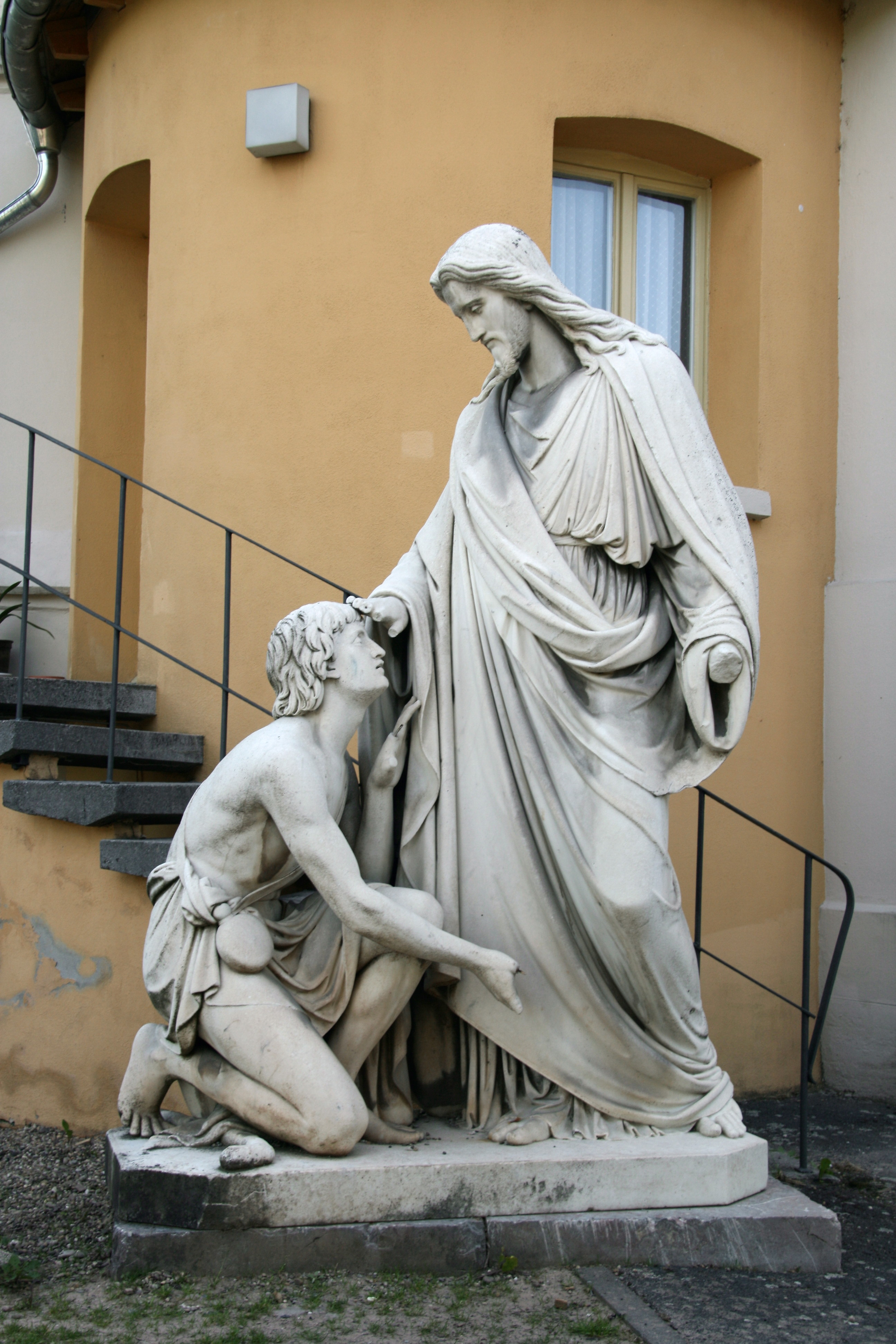
Jesús curando al ciego Bartimeo, por Johann Heinrich Stöver, 1861. Bartimeo no es nombrado en la narración de Mateo

La New King James Version (NKJV) organiza este capítulo de la siguiente manera:
- La Parábola de los trabajadores de la viña (20:1-16)
- Jesús por tercera vez predice su muerte y resurrección (Mateo 20:17-19; Marcos 10:32-34; Lucas 18:31-34)
- Grande es servir (Mateo 20:20-28)
- Dos Los ciegos reciben la vista (20:29-34).

## Continuidad con el capítulo 19

### Versículos 1-16
La parábola de los trabajadores de la viña viene a explicar la frase anterior (19,30); de hecho, acaba con una expresión muy semejante. En un primer contexto, parece que está referida al pueblo hebreo: Dios lo llamó a primera hora, aunque al final se ha dirigido también a los gentiles. La parábola enseña la bondad y la misericordia de Dios, superior a los criterios de justicia humanos. Todos somos deudores de la libre disposición de la bondad divina que nos ha llamado a trabajar en su viña. Ni Dios es injusto ni nosotros debemos juzgarle. Nuestra actitud natural debe ser el agradecimiento: 

Todo lo que tenemos en el alma y en el cuerpo y cuantas cosas poseemos en lo interior o en lo exterior, en lo natural y en lo espiritual, son beneficios tuyos y te engrandecen como bienhechor. (…) Y aunque uno reciba más y otro menos, todo es tuyo, y sin Ti no se puede alcanzar la menor cosa. El que recibió más no se puede gloriar de su merecimiento ni estimarse sobre los demás. (…) Pero el que recibió menos no se debe entristecer ni indignarse, ni envidiar al que tiene más. (…) Tú sabes lo que conviene dar a cada uno. 

Por otra parte, resalta que lo importante es responder positivamente a la llamada divina sin importar el momento en que se produzca. Serán verdaderos discípulos los que conozcan esa bondad divina y la manifiesten con obras: 

Muchas veces te preguntas por qué almas, que han tenido la dicha de conocer al verdadero Jesús desde niños, vacilan tanto en corresponder con lo mejor que poseen: su vida, su familia, sus ilusiones. Mira: tú, precisamente porque has recibido “todo” de golpe, estás obligado a mostrarte muy agradecido al Señor; como reaccionaría un ciego que recobrara la vista de repente, mientras a los demás ni siquiera se les ocurre que han de dar gracias porque ven. Pero… no es suficiente. A diario, has de ayudar a los que te rodean, para que se comporten con gratitud por su condición de hijos de Dios. Si no, no me digas que eres agradecido.

## Jesús predice su muerte y resurrección por tercera vez

### Versículos 17-19
Subiendo a Jerusalén, para cumplir el designio divino, Jesús, obediente, afronta el riesgo de la muerte y la predice por tercera vez. Además, prepara el ánimo de sus apóstoles para que cuando llegue la prueba recuerden que Él la había profetizado y este recuerdo les ayude a superarla. El tercer anuncio de la pasión es descrito con más detalle por Mateo que por los otros dos sinópticos, ya que Jesús no sólo habla de su muerte sino que describe al vivo de qué manera va a ser denigrado. 

No recorramos, sin embargo, demasiado deprisa ese camino; no dejemos caer en el olvido algo muy sencillo, que quizá, a veces, se nos escapa: no podremos participar de la Resurrección del Señor, si no nos unimos a su Pasión y a su Muerte. Para acompañar a Cristo en su gloria, (…) es necesario que penetremos antes en su holocausto, y que nos sintamos una sola cosa con Él, muerto sobre el Calvario.

## Grande es servir

### Versículos 20-28
Jesús corrige las ambiciones excesivamente humanas de los apóstoles y de la madre de los Zebedeos —Santiago el mayor y Juan— afirmando la primacía de la voluntad de Dios y de la actitud de servicio. Con un lenguaje litúrgico–sacrificial, Jesús expresa con claridad que en Él el servicio llega hasta el ofrecimiento de su vida. La tradición señaló cómo se cumplió este anuncio de Jesús en la vida de aquellos hermanos: 

Nos preguntamos cómo los hijos de Zebedeo, es decir, Santiago y Juan, han bebido el cáliz del martirio ya que la escritura sólo cuenta que el apóstol Santiago fue decapitado por Herodes; Juan, en cambio, terminó su vida de muerte natural. Pero si leemos la historia de la Iglesia en la que se narra que también él fue colocado en una olla de aceite hirviendo para ser martirizado y que, atleta de Cristo, salió de allí para recibir la corona y fue relegado enseguida a la isla de Patmos, veremos enseguida que no se sustrajo del martirio. Juan bebió el cáliz de la confesión confesión como lo habían bebido los tres jóvenes en el horno ardiente, aunque el perseguidor no haya derramado su sangre.

Las palabras del Señor, además de corregir a los hijos del Cebedeo, son una enseñanza para todos sus discípulos (vv. 25-28). Jesucristo se presenta a Sí mismo como ejemplo que debe ser imitado por quienes ejercen la autoridad en la Iglesia. Él, que es Dios y Juez que ha de venir a juzgar al mundo, no se impone, sino que nos sirve por amor hasta el punto de entregar la vida por todos. Así lo entendió San Pedro, que exhorta a los presbíteros a que apacienten el rebaño de Dios a ellos confiado, no como dominadores sobre la heredad, sino sirviendo de ejemplo; y San Pablo, que no estando sometido a nadie, se hace siervo de todos para ganarlos a todos  La expresión «en redención por muchos» no debe interpretarse como una restricción de la voluntad salvífica universal de Dios. «Muchos» aquí no se contrapone a «todos» sino a «uno»: uno es el que salva y a todos se les ofrece la salvación.

## Versículos 29-34
Los tres evangelios sinópticos recuerdan tanto el milagro de Jesús en Jericó como el título mesiánico —«Hijo de David»— que los ciegos le dan en la antesala de su manifestación en Jerusalén. Sobre esos hechos, cada evangelista subraya un aspecto peculiar. Los tres anotan la fe, que se manifiesta en los gritos de auxilio, y el agradecimiento que se expresa en el seguimiento versículo. San Mateo, como otras veces, apunta que los ciegos eran dos y también es el único en ver la causa de la curación en la compasión de Jesús: 

Que estos ciegos eran dignos de la curación bien lo mostraron; primero por sus gritos y porque, después de recibir la gracia, no se apartaron del Señor, que es lo que hacen muchos ingratos después de recibir los beneficios. No así estos ciegos. Ellos, antes de la dádiva, se mostraron constantes, y después de la dádiva, agradecidos, pues fueron siguiendo al Señor. 

### Salida de Jericó
La narración de Mateo retrata la curación de dos ciegos que tiene lugar cuando Jesús, sus discípulos y una gran multitud salen de Jericó, aunque no se describe su paso de vuelta por el río Jordán ni su llegada a Jericó. La Versión etiópica, por ejemplo, dice aquí "cuando salían de Jerusalén".